# Powiat Otokuni
Powiat Otokuni (jap. 乙訓郡 Otokuni-gun) – powiat w Japonii, w prefekturze Kioto. W 2024 roku liczył 16 219 mieszkańców.

## Miejscowości
- Ōyamazaki